# Don't leave you alone
『Don't leave you alone／いつもそばに君がいた』（ドント・リーブ・ユー・アローン／いつもそばにきみがいた）は、 1996年4月12日に発売された郷ひろみ72作目のシングル。

## 解説
『Don't leave you alone』は朝日生命のCMソング。『いつもそばに君がいた』はISUZU「フォワード」CMソング。71作目のシングル『く・せ・に・な・る』と同日発売された。

## 収録曲
全曲　編曲:山本健司
1. Don't leave you alone
  - 作詞:夏目純／作曲:都志見隆
2. いつもそばに君がいた
  - 作詞:松井五郎／作曲:尾関昌也
3. Don't leave you alone（オリジナル・カラオケ）
4. いつもそばに君がいた（オリジナル・カラオケ）